# スコットランド・ラブズ・アニメーション
スコットランド・ラブズ・アニメーション（Scotland Loves Animation）は、毎年エディンバラとグラスゴーで「スコットランド・ラブズ・アニメ」という日本のアニメの映画祭を開催している芸術・教育団体。
2010年に設立されたこの団体は、毎年10月にイベントを開催し、アニメーションの普及に努めている。スコットランドの文化の中心地とされるグラスゴー、エディンバラ、アバディーンで活動しており、プレミア上映、展覧会、ワークショップ、諸外国のゲストの招聘などを行っている。